# Paraxanthin
Paraxanthin neboli 1,7-dimethylxanthin je purinový alkaloid, známý především jako metabolit kofeinu u lidí. Vzniká z kofeinu demethylací enzymem CYP1A2 ze skupiny cytochromů P450.